# Frederick Douglass Circle
Frederick Douglass Circle est une place de New York.

## Situation et accès
Cette place circulaire de Manhattan est située à l'angle nord-ouest de Central Park, au croisement de la 110e rue et de l'avenue Central Park West. 

## Origine du nom
Elle rend honneur  à Frederick Douglass (1818-1895), célèbre abolitionniste américain du XIXe siècle.

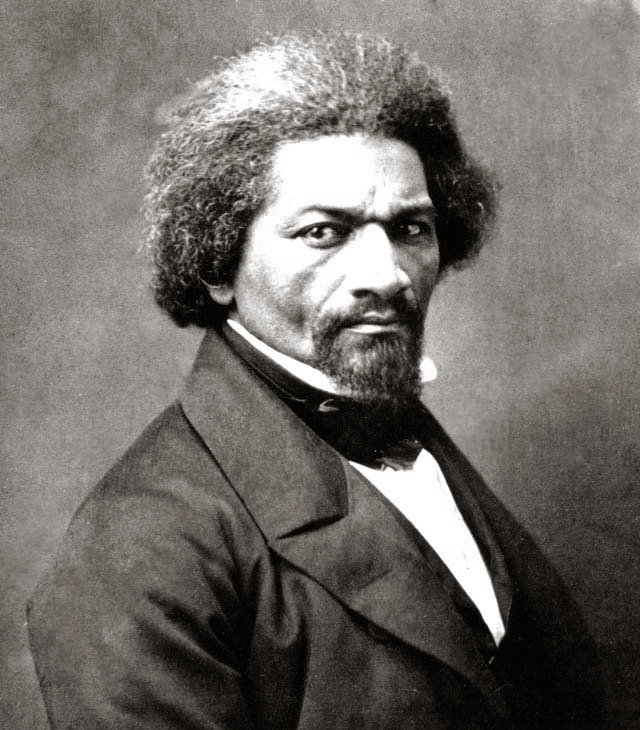
Frederick Douglass

## Historique
Elle a pris son nom actuel en 1950.